# 重返古战场
《重返古战场》（英語：Battlefield Detectives）是一个历史频道2003年至2006年播出的纪录片系列。此节目关注于战役本身，借助于现代科技来探讨历史上的著名战役成败的原因。

## 剧集列表
集名 / 首播时间

### 第一季（共9集）
- 卡士达小巨角河之役   2003年10月4日
- 克里米亚战役   2003年10月11日
- 加利波利之役   2003年10月18日
- 西班牙无敌舰队   2003年10月25日
- 决战哈斯丁   2003年11月8日
- 滑铁卢战役   2003年11月9日
- 亚金科特之战   2003年11月23日
- 特拉法加的失误   2003年12月13日
- 血腥越战   2003年12月27日

### 第二季（共8集）
- 第二次世界大战：市场花园行动   2004年11月12日
- 北美印第安战争：阿帕奇族   2004年11月19日
- 美國革命：蒙茅斯战役   2004年11月26日
- 第一次世界大战：索姆河战役   2004年12月3日
- 美墨戰爭：帕羅奧圖戰役（英语：Battle of Palo Alto）   2004年12月10日
- 美國革命：考彭斯戰役   2004年12月17日
- 美国内战：蓋茨堡之役   2004年12月20日
- 美国内战：安提頓戰役   2004年12月20日

### 第三季（共13集）
- 突出部之役   2005年11月14日
- 不列顛戰役   2005年11月21日
- 滑铁卢   2005年11月28日
- 馬薩達圍城戰（英语：Siege of Masada）   2005年12月5日
- 美國革命：奧里斯卡尼戰役（英语：Battle of Oriskany）   2005年12月5日
- 第一次世界大战: 日德兰海战   2005年12月12日
- 斯大林格勒   2005年12月23日
- 1812年战争：切萨皮克号对夏隆号  2005年12月23日
- 奥克角   2005年12月30日
- 六日战争   2005年12月30日
- 美国内战：夏羅之役   2006年1月2日
- 阿莱西亚   2006年1月9日
- 比格霍尔战役   2006年1月30日

### 第四季（共2集）
- 阿萊西亞之戰   2006年11月5日
- 特拉法爾加的致命破綻   2006年11月19日